# Soledad Acosta de Samper
Soledad  Acosta de Samper (Bogotá, 1833 —  Bogotá, 1913) foi uma escritora e jornalista colombiana. Fundou a revista La mujer e escreveu numerosas novelas, entre elas La família del tio Andrés, Catástrofe e Historia de dos mujeres.
Foi uma das mais importante escritoras do século XIX do seu país e encontra-se entre o mais relevantes escritores da sua geração.

## Livros publicados - (selecção incompleta)
- Novelas y cuadros de la vida sudamericana (1869)
- Biografías de hombres ilustres o notables relativas a la época del descubrimiento, conquista y colonización de la parte de América denominada actualmente E.E.U.U. de Colombia (1883)
- Los piratas en Cartagena: crónicas histórico novelescas (1886)
- La mujer en la sociedad moderna (1895)
- Biografía del general Joaquín Acosta: prócer de la independencia, historiador, geográfo, hombre científico y filantropo (1901)
- Aventuras de un español entre los indios de las Antillas (1905)
- Catecismo de historia de Colombia(1908)
- Biblioteca histórica (1909)
- Biografía del general Antonio Nariño (1910)
- El corazón de la mujer, Luz y sombra e Historias de dos familias.